# Cheilanthes namaquensis
Cheilanthes namaquensis là một loài thực vật có mạch trong họ Adiantaceae. Loài này được Schelpe miêu tả khoa học đầu tiên.